# Viviparus teschi
Viviparus teschi es una especie extinta de caracol de agua dulce con un opérculo, un molusco gasterópodo acuático en la familia Viviparidae.
El nombre específico es en honor del geólogo Pieter Tesch (1879-1961).

## Distribución
Se encuentra en la provincia de Güeldres (Países Bajos).